# Liste der Olympiasieger in der Nordischen Kombination
Die Liste der Olympiasieger in der Nordischen Kombination enthält alle Sieger sowie die Zweit- und Drittplatzierten der Wettbewerbe in der Nordischen Kombination bei Olympischen Winterspielen seit 1924, gegliedert nach den einzelnen Wettbewerben. Im weiteren Teil werden alle Athleten aufgelistet, die mindestens einmal Olympiasieger waren.

## Wettbewerbe
Die Einzelwettbewerbe in der Nordischen Kombination umfassen – aufgrund der Änderungen der Wettkampfformate ab der Saison 2008/09 – seit den Olympischen Winterspielen von Vancouver (2010) folgende Disziplinen:
- Normalschanze (1 Sprung) und ein 10-km-Langlauf (Start nach der Gundersen-Methode) (bisher 2 Wettbewerbe)
- Großschanze (1 Sprung) und ein 10-km-Langlauf (Start nach der Gundersen-Methode) (bisher 2 Wettbewerbe)

Seit den Olympischen Winterspielen von Turin umfasst der Mannschaftswettbewerb:
- Großschanze (1 Sprung) und eine 4 × 5-km-Langlaufstaffel (Start nach der Gundersen-Methode) (bisher 3 Wettbewerbe)

Bis zu den Olympischen Winterspielen von Turin (2006) wurden folgende Einzel-Bewerbe ausgetragen:
- Einzel
  - Normalschanze und ein 18-km-Langlauf – von 1924 bis 1952 – (insgesamt 6 Wettbewerbe)
  - Normalschanze und ein 15-km-Langlauf – von 1956 bis 1984 – (insgesamt 8 Wettbewerbe)
  - Normalschanze und ein 15-km-Langlauf (Start nach der Gundersen-Methode) – von 1988 bis 2006 – (insgesamt 6 Wettbewerbe)

- Sprint
  - Großschanze und ein 7,5-km-Langlauf (Start nach der Gundersen-Methode) – von 2002 bis 2006 – (insgesamt 2 Wettbewerbe)

Bis zu den Olympischen Winterspielen von Salt Lake City (2002) wurden folgende Mannschaftswettbewerbe ausgetragen:
- Mannschaft
  - Kleinschanze und eine 3 × 10-km-Langlaufstaffel – von 1988 bis 1994 – (insgesamt 3 Wettbewerbe)
  - Kleinschanze und eine 4 × 5-km-Langlaufstaffel – von 1998 bis 2002 – (insgesamt 2 Wettbewerbe)

Insgesamt wurden bei den Winterspielen 34 Goldmedaillen vergeben.

### Einzel – Normalschanze, 18 km Langlauf
| Olympia | Gold                 | Silber            | Bronze               |
| ------- | -------------------- | ----------------- | -------------------- |
| 1924    | Thorleif Haug        | Thoralf Strømstad | Johan Grøttumsbråten |
| 1928    | Johan Grøttumsbråten | Hans Vinjarengen  | Jon Snersrud         |
| 1932    | Johan Grøttumsbråten | Ole Stenen        | Hans Vinjarengen     |
| 1936    | Oddbjørn Hagen       | Olaf Hoffsbakken  | Sverre Brodahl       |
| 1948    | Heikki Hasu          | Martti Huhtala    | Sven Israelsson      |
| 1952    | Simon Slåttvik       | Heikki Hasu       | Sverre Stenersen     |

### Einzel – Normalschanze, 15 km Langlauf
| Olympia | Gold             | Silber            | Bronze                    |
| ------- | ---------------- | ----------------- | ------------------------- |
| 1956    | Sverre Stenersen | Bengt Eriksson    | Franciszek Gąsienica Groń |
| 1960    | Georg Thoma      | Tormod Knutsen    | Nikolai Gussakow          |
| 1964    | Tormod Knutsen   | Nikolai Kisseljow | Georg Thoma               |
| 1968    | Franz Keller     | Alois Kälin       | Andreas Kunz              |
| 1972    | Ulrich Wehling   | Rauno Miettinen   | Karl-Heinz Luck           |
| 1976    | Ulrich Wehling   | Urban Hettich     | Konrad Winkler            |
| 1980    | Ulrich Wehling   | Jouko Karjalainen | Konrad Winkler            |
| 1984    | Tom Sandberg     | Jouko Karjalainen | Jukka Ylipulli            |

### Einzel – Normalschanze, 15 km Gundersen
| Olympia | Gold                | Silber             | Bronze             |
| ------- | ------------------- | ------------------ | ------------------ |
| 1988    | Hippolyt Kempf      | Klaus Sulzenbacher | Allar Levandi      |
| 1992    | Fabrice Guy         | Sylvain Guillaume  | Klaus Sulzenbacher |
| 1994    | Fred Børre Lundberg | Takanori Kōno      | Bjarte Engen Vik   |
| 1998    | Bjarte Engen Vik    | Samppa Lajunen     | Waleri Stoljarow   |
| 2002    | Samppa Lajunen      | Jaakko Tallus      | Felix Gottwald     |
| 2006    | Georg Hettich       | Felix Gottwald     | Magnus Moan        |

### Normalschanze, 10 km Gundersen
| Olympia | Gold                | Silber          | Bronze            |
| ------- | ------------------- | --------------- | ----------------- |
| 2010    | Jason Lamy Chappuis | Johnny Spillane | Alessandro Pittin |
| 2014    | Eric Frenzel        | Akito Watabe    | Magnus Krog       |
| 2018    | Eric Frenzel        | Akito Watabe    | Lukas Klapfer     |
| 2022    | Vinzenz Geiger      | Jørgen Graabak  | Lukas Greiderer   |

### Sprint – Großschanze, 7,5 km Gundersen
| Olympia | Gold           | Silber          | Bronze         |
| ------- | -------------- | --------------- | -------------- |
| 2002    | Samppa Lajunen | Ronny Ackermann | Felix Gottwald |
| 2006    | Felix Gottwald | Magnus Moan     | Georg Hettich  |

### Großschanze, 10 km Gundersen
| Olympia | Gold            | Silber             | Bronze          |
| ------- | --------------- | ------------------ | --------------- |
| 2010    | Bill Demong     | Johnny Spillane    | Bernhard Gruber |
| 2014    | Jørgen Graabak  | Magnus Moan        | Fabian Rießle   |
| 2018    | Johannes Rydzek | Fabian Rießle      | Eric Frenzel    |
| 2022    | Jørgen Graabak  | Jens Lurås Oftebro | Akito Watabe    |

### Mannschaft – Normalschanze, 3 × 10 km Staffel
| Olympia | Gold                                                        | Silber                                                           | Bronze                                                        |
| ------- | ----------------------------------------------------------- | ---------------------------------------------------------------- | ------------------------------------------------------------- |
| 1988    | BR Deutschland Thomas Müller Hans-Peter Pohl Hubert Schwarz | Schweiz Fredy Glanzmann Hippolyt Kempf Andreas Schaad            | Österreich Hansjörg Aschenwald Günter Csar Klaus Sulzenbacher |
| 1992    | Japan Reiichi Mikata Takanori Kōno Kenji Ogiwara            | Norwegen Knut Tore Apeland Fred Børre Lundberg Trond Einar Elden | Österreich Klaus Ofner Stefan Kreiner Klaus Sulzenbacher      |
| 1994    | Japan Takanori Kōno Masashi Abe Kenji Ogiwara               | Norwegen Knut Tore Apeland Bjarte Engen Vik Fred Børre Lundberg  | Schweiz Hippolyt Kempf Jean-Yves Cuendet Andreas Schaad       |

### Mannschaft – Normalschanze, 4 × 5 km Staffel
| Olympia | Gold                                                                        | Silber                                                                   | Bronze                                                                  |
| ------- | --------------------------------------------------------------------------- | ------------------------------------------------------------------------ | ----------------------------------------------------------------------- |
| 1998    | Norwegen Halldor Skard Kenneth Braaten Bjarte Engen Vik Fred Børre Lundberg | Finnland Samppa Lajunen Jari Mantila Tapio Nurmela Hannu Manninen        | Frankreich Sylvain Guillaume Nicolas Bal Ludovic Roux Fabrice Guy       |
| 2002    | Finnland Samppa Lajunen Jari Mantila Jaakko Tallus Hannu Manninen           | Deutschland Björn Kircheisen Georg Hettich Marcel Höhlig Ronny Ackermann | Österreich Mario Stecher Michael Gruber Felix Gottwald Christoph Bieler |

### Mannschaft – Großschanze, 4 × 5 km Staffel
| Olympia | Gold                                                                      | Silber                                                                     | Bronze                                                                  |
| ------- | ------------------------------------------------------------------------- | -------------------------------------------------------------------------- | ----------------------------------------------------------------------- |
| 2006    | Österreich Michael Gruber Christoph Bieler Felix Gottwald Mario Stecher   | Deutschland Björn Kircheisen Georg Hettich Ronny Ackermann Jens Gaiser     | Finnland Antti Kuisma Anssi Koivuranta Jaakko Tallus Hannu Manninen     |
| 2010    | Österreich Bernhard Gruber David Kreiner Felix Gottwald Mario Stecher     | Vereinigte Staaten Brett Camerota Johnny Spillane Todd Lodwick Bill Demong | Deutschland Johannes Rydzek Tino Edelmann Eric Frenzel Björn Kircheisen |
| 2014    | Norwegen Magnus Moan Håvard Klemetsen Magnus Krog Jørgen Graabak          | Deutschland Eric Frenzel Björn Kircheisen Johannes Rydzek Fabian Rießle    | Österreich Lukas Klapfer Christoph Bieler Bernhard Gruber Mario Stecher |
| 2018    | Deutschland Vinzenz Geiger Fabian Rießle Eric Frenzel Johannes Rydzek     | Norwegen Jan Schmid Espen Andersen Jarl Magnus Riiber Jørgen Graabak       | Österreich Wilhelm Denifl Lukas Klapfer Bernhard Gruber Mario Seidl     |
| 2022    | Norwegen Jørgen Graabak Jens Lurås Oftebro Espen Bjørnstad Espen Andersen | Deutschland Manuel Faißt Eric Frenzel Vinzenz Geiger Julian Schmid         | Japan Akito Watabe Yoshito Watabe Hideaki Nagai Ryōta Yamamoto          |

## Gesamt
- Platzierung: Gibt die Reihenfolge der Athleten wieder. Diese wird durch die Anzahl der Goldmedaillen bestimmt. Bei gleicher Anzahl werden die Silbermedaillen verglichen, dann die Bronzemedaillen und zum Schluss die gewonnenen Einzelgoldmedaillen.
- Name: Nennt den Namen des Athleten.
- Land: Nennt das Land, für das der Athlet startete. Bei einem Wechsel der Nationalität wird das Land genannt, für das der Athlet die letzte Medaille erzielte.
- Von: Das Jahr, in dem der Athlet die erste Medaille gewonnen hat.
- Bis: Das Jahr, in dem der Athlet die letzte Medaille gewonnen hat.
- Gold: Nennt die Anzahl der gewonnenen Goldmedaillen.
- Einzelgold: Nennt die Anzahl der gewonnenen Goldmedaillen, die in einer Individualdisziplin gewonnen wurden.
- Silber: Nennt die Anzahl der gewonnenen Silbermedaillen.
- Bronze: Nennt die Anzahl der gewonnenen Bronzemedaillen.
- Gesamt: Nennt die Anzahl aller gewonnenen Medaillen.

| Platz | Name                 | Land                            | Von  | Bis  | Gold | Einzel- gold | Silber | Bronze | Gesamt |
| ----- | -------------------- | ------------------------------- | ---- | ---- | ---- | ------------ | ------ | ------ | ------ |
| 1.    | Jørgen Graabak       | Norwegen                        | 2014 | 2022 | 4    | 2            | 2      | —      | 6      |
| 2.    | Eric Frenzel         | Deutschland                     | 2010 | 2022 | 3    | 2            | 2      | 2      | 7      |
| 3.    | Samppa Lajunen       | Finnland                        | 1998 | 2002 | 3    | 2            | 2      | —      | 5      |
| 4.    | Felix Gottwald       | Österreich                      | 2002 | 2010 | 3    | 1            | 1      | 3      | 7      |
| 5.    | Ulrich Wehling       | Deutsche Demokratische Republik | 1972 | 1980 | 3    | 3            | —      | —      | 3      |
| 6.    | Fred Børre Lundberg  | Norwegen                        | 1992 | 1998 | 2    | 1            | 2      | —      | 4      |
| 7.    | Bjarte Engen Vik     | Norwegen                        | 1994 | 1998 | 2    | 1            | 1      | 1      | 4      |
| 7.    | Johannes Rydzek      | Deutschland                     | 2010 | 2018 | 2    | 1            | 1      | 1      | 4      |
| 8.    | Takanori Kōno        | Japan                           | 1992 | 1994 | 2    | —            | 1      | —      | 3      |
| 10.   | Mario Stecher        | Österreich                      | 2002 | 2014 | 2    | —            | —      | 2      | 4      |
| 11.   | Vinzenz Geiger       | Deutschland                     | 2018 | 2022 | 2    | 1            | 1      | —      | 3      |
| 12.   | Johan Grøttumsbråten | Norwegen                        | 1924 | 1932 | 2    | 2            | —      | 1      | 3      |
| 13.   | Kenji Ogiwara        | Japan                           | 1992 | 1994 | 2    | —            | —      | —      | 2      |
| 14.   | Georg Hettich        | Deutschland                     | 2002 | 2006 | 1    | 1            | 2      | 1      | 4      |
| 14.   | Fabian Rießle        | Deutschland                     | 2014 | 2018 | 1    | —            | 2      | 1      | 4      |
| 14.   | Magnus Moan          | Norwegen                        | 2006 | 2014 | 1    | —            | 2      | 1      | 4      |
| 17.   | Hippolyt Kempf       | Schweiz                         | 1988 | 1994 | 1    | 1            | 1      | 1      | 3      |
| 17.   | Hannu Manninen       | Finnland                        | 1998 | 2006 | 1    | —            | 1      | 1      | 3      |
| 17.   | Jaakko Tallus        | Finnland                        | 2002 | 2006 | 1    | —            | 1      | 1      | 3      |
| 20.   | Bill Demong          | Vereinigte Staaten              | 2010 | 2010 | 1    | 1            | 1      | —      | 2      |
| 20.   | Heikki Hasu          | Finnland                        | 1948 | 1952 | 1    | 1            | 1      | —      | 2      |
| 20.   | Tormod Knutsen       | Norwegen                        | 1960 | 1964 | 1    | 1            | 1      | —      | 2      |
| 23.   | Jari Mantila         | Finnland                        | 1998 | 2002 | 1    | —            | 1      | —      | 2      |
| 24.   | Bernhard Gruber      | Österreich                      | 2010 | 2014 | 1    | —            | —      | 3      | 4      |
| 25.   | Christoph Bieler     | Österreich                      | 2002 | 2014 | 1    | —            | —      | 2      | 3      |
| 26.   | Fabrice Guy          | Frankreich                      | 1992 | 1998 | 1    | 1            | —      | 1      | 2      |
| 26.   | Georg Thoma          | BR Deutschland                  | 1960 | 1964 | 1    | 1            | —      | 1      | 2      |
| 27.   | Sverre Stenersen     | Norwegen                        | 1952 | 1956 | 1    | 1            | —      | 1      | 2      |
| 29.   | Michael Gruber       | Österreich                      | 2002 | 2006 | 1    | —            | —      | 1      | 2      |
| 29.   | Magnus Krog          | Norwegen                        | 2014 | 2014 | 1    | —            | —      | 1      | 2      |
| 31.   | Oddbjørn Hagen       | Norwegen                        | 1936 | 1936 | 1    | 1            | —      | —      | 1      |
| 31.   | Thorleif Haug        | Norwegen                        | 1924 | 1924 | 1    | 1            | —      | —      | 1      |
| 31.   | Franz Keller         | BR Deutschland                  | 1968 | 1968 | 1    | 1            | —      | —      | 1      |
| 31.   | Jason Lamy Chappuis  | Frankreich                      | 2010 | 2010 | 1    | 1            | —      | —      | 1      |
| 31.   | Tom Sandberg         | Norwegen                        | 1984 | 1984 | 1    | 1            | —      | —      | 1      |
| 31.   | Simon Slåttvik       | Norwegen                        | 1952 | 1952 | 1    | 1            | —      | —      | 1      |
| 37.   | Masashi Abe          | Japan                           | 1994 | 1994 | 1    | —            | —      | —      | 1      |
| 37.   | Kenneth Braaten      | Norwegen                        | 1998 | 1998 | 1    | —            | —      | —      | 1      |
| 37.   | Håvard Klemetsen     | Norwegen                        | 2014 | 2014 | 1    | —            | —      | —      | 1      |
| 37.   | David Kreiner        | Österreich                      | 2010 | 2010 | 1    | —            | —      | —      | 1      |
| 37.   | Reiichi Mikata       | Japan                           | 1992 | 1992 | 1    | —            | —      | —      | 1      |
| 37.   | Thomas Müller        | BR Deutschland                  | 1988 | 1988 | 1    | —            | —      | —      | 1      |
| 37.   | Hans-Peter Pohl      | BR Deutschland                  | 1988 | 1988 | 1    | —            | —      | —      | 1      |
| 37.   | Hubert Schwarz       | BR Deutschland                  | 1988 | 1988 | 1    | —            | —      | —      | 1      |
| 37.   | Halldor Skard        | Norwegen                        | 1998 | 1998 | 1    | —            | —      | —      | 1      |

## Nationenwertung
| Platz | Land                                                                       | Gold       | Silber    | Bronze    | Gesamt     |
| ----- | -------------------------------------------------------------------------- | ---------- | --------- | --------- | ---------- |
| 1.    | Norwegen                                                                   | 13         | 11        | 8         | 32         |
| 2.    | Deutschland (inkl. Deutsche Demokratische Republik) (inkl. BR Deutschland) | 12 (3) (2) | 6 (—) (1) | 9 (4) (—) | 27 (7) (3) |
| 3.    | Finnland                                                                   | 4          | 8         | 2         | 14         |
| 4.    | Österreich                                                                 | 3          | 2         | 11        | 16         |
| 5.    | Japan                                                                      | 2          | 3         | —         | 5          |
| 6.    | Frankreich                                                                 | 2          | 1         | 1         | 3          |
| 7.    | Vereinigte Staaten                                                         | 1          | 3         | —         | 4          |
| 8.    | Schweiz                                                                    | 1          | 2         | 1         | 4          |
| 9.    | Sowjetunion                                                                | —          | 1         | 2         | 3          |
| 10.   | Schweden                                                                   | —          | 1         | 1         | 2          |
| 11.   | Italien                                                                    | —          | —         | 1         | 1          |
| 11.   | Polen                                                                      | —          | —         | 1         | 1          |
| 11.   | Russland                                                                   | —          | —         | 1         | 1          |

Stand: 9. Februar 2022